# Wad al-Najumi

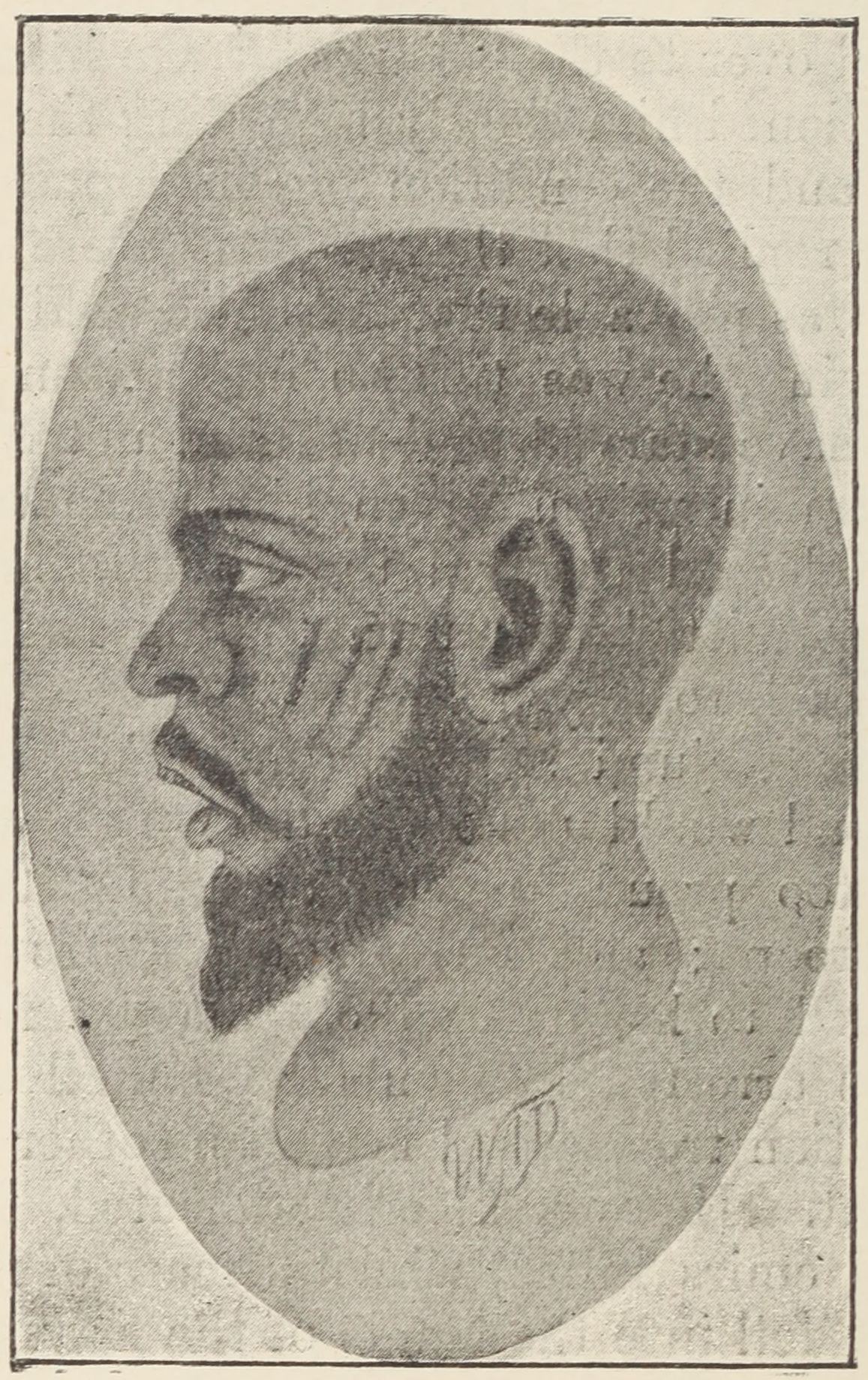
Wad al-Najūmī

Abd al-Rahmān wad al-Najūmī (gest. am 3. August 1889 bei Tuschki (oder Toski, nahe Abu Simbel)) war ein mahdistischer General im Range eines Ober-Emirs (Amīr al-Umarā). Er gehörte der Fraktion der Awlād al-balad an und führte eine Armee der Roten Flagge an.

## Leben
Wad al-Najūmī gehörte dem Stamm der Ja'ali an. Er war einer der ersten Anhänger von Muhammad Ahmad, der sich 1881 zum Mahdi ernannte und zum Aufstand gegen die ägyptische Herrschaft aufrief (Mahdi-Aufstand). Wad al-Najūmī zeichnete sich als militärischer Anführer aus: Er nahm im Jahr 1882 an der Eroberung Kordofans teil und vernichtete am 5. November 1883 in der Schlacht von Scheikan die ägyptischen Expeditionsstreitkräfte, angeführt von William Hicks. Während der Belagerung von Khartum nahm er als Befehlshaber eines Abschnitts des Belagerungsrings teil und führte bei der Erstürmung am 26. Januar 1885 den Angriff am Masallamiya-Tor an. 
Nach dem Tod von Muhammad Ahmad begannen interne Machtkämpfe. Wad al-Najūmī gehörte der Fraktion der Awlād al-balad an (siehe Ansar (Mahdi-Aufstand)#Fraktionen); der Mahdi-Nachfolger Abdallahi ibn Muhammad misstraute ihm und ließ ihn überwachen. Aktiv beteiligte er sich an den Machtkämpfen allerdings nicht. Von Abdallahi ibn Muhammad wurde Wad al-Najūmī beauftragt in Berber ein Expeditionskorps zur Invasion Ägyptens vorzubereiten. Im Oktober und November 1886 wurde Wad al-Najūmīs Expeditionsstreitkraft nach Dongola verlegt, wo sie mit Ausnahme kleinerer Grenzgefechten für einige Jahre untätig verblieb und mit Versorgungsproblemen und Desertionen zu kämpfen hatte. Trotz des schlechten Zustands befahl Abdallahi schließlich die Invasion Ägyptens. Wad al-Najūmī verließ im Mai 1889 mit seiner Streitmacht Dongola Richtung Norden. Um den feindlichen Kanonenbooten auf dem Nil auszuweichen und in der Hoffnung, sich in den Dörfern versorgen zu können, zog er durch die Wüste. Diese Entscheidung erwies sich als fatal. Viele Ansar starben auf dem Marsch oder desertierten. Er schlug eine Kapitulationsaufforderung von Francis Grenfell aus und führte die Invasion fort. In der Schlacht von Toski am 3. August 1889 wurde sein Heer vernichtet und Wad al-Najūmī selbst getötet.